# Jordan Samare
Jordan Samare (Colonia, 12 gennaio 2002) è un cestista tedesco.

## Carriera

### Nazionale
Nel 2022 ha partecipato, con la Germania under 20, agli Europei di categoria.